# Sea-Witch-Klasse
Die Sea-Witch-Klasse war eine Baureihe von acht Containerschiffen des Typs C5-S-73b der US-amerikanischen Reedereien American Export-Isbrandtsen Lines und United States Lines, die ursprünglich im Auftrag der US-Behörde Maritime Administration (MARAD) entwickelt wurden.

## Geschichte
Die zunächst sechs bestellten Schiffe wurden ursprünglich als herkömmliche Massengutfrachtschiffe von der MARAD für den Dienst bei der American Export-Isbrandsten Lines Inc. bestellt. Um den veränderten Erfordernissen durch die Einführung des Containers begegnen zu können, beantragte American Export-Isbrandtsen bei der MARAD eine Änderung des Auftrags zu einem verlängerten Containerschiffsentwurf und nahm die ersten drei jeweils 13,4 Millionen US-Dollar teuren Schiffe zwischen 1968 und 1970 in Betrieb. Die Containerschiffe der Sea-Witch-Klasse waren bei ihrem Bau die ersten als solche geplanten und gebauten Containerschiffe der American Export-Isbrandtsen Lines. Drei jeweils schon 17 Millionen teure Schiffe folgten 1972/73. Zwei weitere jeweils 43,1 Millionen teure Neubauten des Typs gingen 1979/80 an die United States Line.
Die C.V. Sea Witch kollidierte am 2. Juni 1973 bei der Ausfahrt aus dem New Yorker Hafen mit dem Tanker Esso Brussels, geriet in Brand und strandete schließlich bei Gravesend Bay, wo sie weitere Tage ausbrannte. Drei Besatzungsmitglieder starben. Nach dem Abbringen wurde der Havarist zum Totalverlust erklärt und zunächst in Howland Hook und später in Brooklyn aufgelegt. Aus dem Hinterschiff entstand später ein heute noch im Betrieb befindlicher Produktentanker. Laut Klassenzertifikat behielt das Schiff den Namen C.V. Sea Witch bis Ende 1977, um danach bis Ende 1981 als Chemical Discoverer und bis heute als Chemical Pioneer zu fahren. Ab 1. September 1983 wurde das Schiff von Northrop Grumman grundlegend umgebaut.
Im März 1978 übernahm die Reederei Farrell Line die sieben verbliebenen Schiffe. Drei Schiffe wurden in der zweiten Hälfte der 1980er Jahre an die US-Navy übertragen und 1988 bei der Norfolk Shipbuilding & Drydock Company in Norfolk, Virginia für den Dienst beim Military Sealift Command zu RFF's (Auxiliary Crane Ship) des Typs C5-S-MA73c umgebaut. Sie sind als solche noch in der Reserveflotte erhalten.
Die restlichen, als reguläre Containerschiffe verbliebenen Einheiten wurden zwischen 1998 und 2009 verschrottet.

## Technik
Die Werft Bath Iron Works baute zwischen 1968 und 1980 einen von den üblichen Frachtschiffen abweichenden Entwurf mit vorn liegender Kommandobrücke. Beim Bau zählten sie zu den größten Containerschiffen weltweit. Der für den Transport von 928 20-Fuß-Containern ausgelegte C5-S-73B-Typ konnte einen bestimmten Anteil an 40-Fuß-Containern transportieren. Seinerzeit hatten sich diese heute üblichen Standardmaße noch nicht vollends durchgesetzt. Später wurde die Kapazität durch eine höhere Stauung an Deck auf über 1000 TEU angehoben, was die Schiffe zu den ersten 1000-TEU Schiffen machte.

## Übersicht
Es wurden acht C5-S-73b-Schiffe gebaut.
| Typ C5-S-73b – Sea-Witch-Klasse | Typ C5-S-73b – Sea-Witch-Klasse | Typ C5-S-73b – Sea-Witch-Klasse | Typ C5-S-73b – Sea-Witch-Klasse | Typ C5-S-73b – Sea-Witch-Klasse |
| Bauname                         | Bau- nummer                     | IMO- Nummer                     | Indienststellung                | Umbenennungen und Verbleib |
| ------------------------------- | ------------------------------- | ------------------------------- | ------------------------------- | --- |
| Sea Witch                       | 354                             | 6806444                         | 4. Sept. 1968                   | 1973 in New York mit dem Tanker Esso Brussels kollidiert und ausgebrannt, im Juni 1973 aufgelegt, 1984 → Hinterschiff nach Totalverlust zum Bau des Produktentankers Chemical Pioneer verwendet, am 22. Oktober 2021 zum Abbruch verkauft, 2021 Chem P |
| Lightning                       | 355                             | 6817845                         | 21. Feb. 1969                   | 1978 → Farrell Lines, 1988 → Zum RFF Flickertail State umgebaut (Reserveflotte) |
| Staghound                       | 356                             | 6916433                         | 20. Juni 1969                   | 1978 → Farrell Lines, 1988 → Zum RFF Cornhusker State umgebaut (Reserveflotte) |
| Export Freedom                  | 357                             | 7204863                         | 7. Aug. 1972                    | 1978 → Farrell Lines, 1998 → abgebrochen |
| Export Leader                   | 358                             | 7226689                         | 22. Jan. 1973                   | 1978 → Farrell Lines, 1988 → Zum RFF Gopher State umgebaut (Reserveflotte) |
| Export Patriot                  | 359                             | 7306764                         | 2. Juli 1973                    | 1978 → Farrell Lines, 1998 → abgebrochen |
| American Argonaut               | 400                             | 7635933                         | 7. Juni 1979                    | 1978 → Farrell Lines, 2007 → abgebrochen |
| American Resolute               | 401                             | 7635945                         | 22. Feb. 1980                   | 1978 → Farrell Lines, 2009 → abgebrochen |